# ال کانتانته
«ال کانتانته» (انگلیسی: El Cantante) فیلمی در ژانر زندگی‌نامه‌ای است که در سال ۲۰۰۶ منتشر شد. از بازیگران آن می‌توان به مارک آنتونی، جنیفر لوپز، و جان اورتیز اشاره کرد.